# Ross Rebagliati
Ross Rebagliati (Vancouver, 14 de julio de 1971) es un deportista canadiense que compitió en snowboard, especialista en las pruebas de eslalon.
Participó en los Juegos Olímpicos de Nagano 1998, obteniendo la medalla de oro en la prueba de eslalon gigante.

## Medallero internacional
| Juegos Olímpicos | Juegos Olímpicos | Juegos Olímpicos | Juegos Olímpicos |
| Año              | Lugar            | Medalla          | Competición      |
| ---------------- | ---------------- | ---------------- | ---------------- |
| 1998             | Nagano (Japón)   | Medalla de oro   | Eslalon gigante  |